# Bebel Gilberto
Isabel Gilberto de Oliveira, nota come Bebel Gilberto (New York, 12 maggio 1966), è una cantante brasiliana con cittadinanza statunitense.

## Biografia

### I primi passi
Bebel è figlia di João Gilberto e Miúcha (nome d'arte di Heloisa Maria Buarque de Hollanda). È nipote del cantante e compositore Chico Buarque e delle cantanti Ana de Hollanda e Cristina Buarque, tutti e tre fratelli di Miúcha. Durante la sua infanzia, nell'ambiente familiare allargato erano di casa anche musicisti di prim'ordine quali Milton Nascimento, Tom Jobim, Caetano Veloso e João Donato, e queste frequentazioni la stimolarono a sviluppare sin da piccola l'interesse per la musica così da partecipare a programmi rivolti all'infanzia come Saltimbancos e Pirlimpimpim. All'età di sette anni debuttò in sala di registrazione esordendo in un disco della madre, e due anni dopo era sul palcoscenico della Carnegie Hall assieme alla madre e a Stan Getz.

### La carriera
A soli diciassette anni, in coppia con Pedrinho Rodriguez incise un album con lavori di Geraldo Pereira. Tre anni più tardi, nel 1986, fu pubblicato un doppio CD in cui la ventenne Gilberto interpretava anche proprie composizioni scritte assieme a Dé e a Cazuza, come Mais feliz, Amigos de bar e Preciso dizer que te amo. Nello stesso anno uscì Há sempre um nome de mulher, in cui duettava con Miúcha nel brano Jou-jou e balangandans. Nel 1991 si trasferì nella sua città di nascita e si fece conoscere nell'ambiente musicale di New York, lavorando agli inizi con David Byrne e Arto Lindsay, per collaborare successivamente con Gal Costa, Naná Vasconcelos e Laurie Anderson in uno spettacolo in onore di Carmen Miranda. Lavorò in seguito con Towa Tei dei Deee-Lite e contribuì ai lavori dei Thievery Corporation e della coppia Arling & Cameron, per apparire nel 1998 alla Carnegie Hall insieme al padre. A fine anni novanta, Bebel Gilberto si spostò a Londra.
Il grande successo arrivò nel 2000 con l'album Tanto tempo, nel quale si trovano proprie composizioni e brani dei migliori compositori brasiliani: fra essi Samba da benção, di Baden Powell e Vinícius de Moraes, Samba de Orly, Samba e amor di Chico Buarque, Summer Samba composta da Marcos Valle, Paulo Sérgio Valle e Norman Gimbel, e Bananeira, opera di João Donato e Gilberto Gil. Il lavoro discografico vendette un milione di copie, e la rivista francese Les Inrockuptibles lo giudicò il miglior album dell'anno. Bebel Gilberto andò poi in tournée negli Stati Uniti, in Canada e in Europa. Nel 2001 la cantante si esibì in concerto all'Olympia di Parigi e alla presentazione del Prêmio Multishow de Música Brasileira presso il Teatro Municipal di Rio de Janeiro.
Bebel Gilberto è l'album pubblicato nel 2004. Il disco contiene composizioni quali River Song, Winter, Jabuticaba, O caminho, Every Day You've Been Away, Aganjú, e ricevette una nomination ai Grammy Awards del 2005 nella categoria Miglior album di world music. Come tre anni prima, la cantante inoltre alternò tour europei alla presenza nella terra d'origine, a San Paulo e a Rio de Janeiro. Momento è del 2007, e al 2009 risale All in One, con composizioni originali della cantante e reinterpretazioni di brani di altri artisti, fra i quali Bob Marley, Carlinhos Brown, João Gilberto e Stevie Wonder, e il cui ingegnere del suono e produttore era il marito Didiê Cunha. Nel 2011, ha contribuito con un brano dal titolo Acabou chorare al più recente album di beneficenza dell'Organizzazione Red Hot + Rio 2. L'album è un follow-up del 1996 Red Hot + Rio. Il ricavato delle vendite verrà devoluto a sensibilizzare l'opinione pubblica e alla lotta contro l'AIDS / HIV e problemi sanitari e sociali connessi.
Nel 2013 Bebel Gilberto era a Roma insieme ad altri artisti brasiliani e italiani, in una serata per celebrare il centenario della nascita di Vinicius de Moraes. L'anno successivo è uscito Tudo, album che contiene anche una cover di Neil Young. Il disco include il brano omonimo che nel 2015 ha ricevuto una nomination ai Grammy Awards come migliore canzone brasiliana. Dopo sei anni dall'ultima produzione discografica, la cantante, in un momento difficile della sua vita a causa della morte dei genitori, è tornata in sala di incisione registrando undici brani che compongono il disco pubblicato nell'agosto 2020 e intitolato Agora.

## Discografia

### Album in studio
- 1983 - Um Certo Geraldo Pereira, Funarte (con Pedrinho Rodrigues)
- 1991 - De Tarde, Vendo O Mar (con Luizão Maia & Banzai)
- 2000 - Tanto tempo
- 2004 - Bebel Gilberto
- 2007 - Momento
- 2009 - All in One
- 2014 - Tudo
- 2020 - Agora

### Remix album
- 2001 - Tanto tempo Remixes
- 2005 - Bebel Gilberto Remixed

### EP
- 1986 - Bebel Gilberto (EP)
- 2007 - Bring Back The Love — Remixes EP 1
- 2007 -Bring Back The Love — Remixes EP 2
- 2008 - Live Session (iTunes Exclusive) EP

## Filmografia
- Rio - 2011
- Rio, eu te amo, registi vari - 2014